# آلن ریچ
آلان ریچ (آلن ریچ) (انگلیسی: Allan Rich؛ زادهٔ ۸ فوریهٔ ۱۹۲۶ - درگذشته ۲۲ اوت ۲۰۲۰) هنرپیشه، پدیدآور، و کنشگری اهل ایالات متحده آمریکا بود. وی از سال ۱۹۶۳ میلادی تا ۲۰۲۰ مشغول فعالیت بود.
یکی از معروف‌ترین آثار ریچ، بازی در فیلم کوه‌نشین ۲، ظهور، همسر مرد ثروتمند و کاش من اینجا بودم است.